# Gary White (Archäologe)

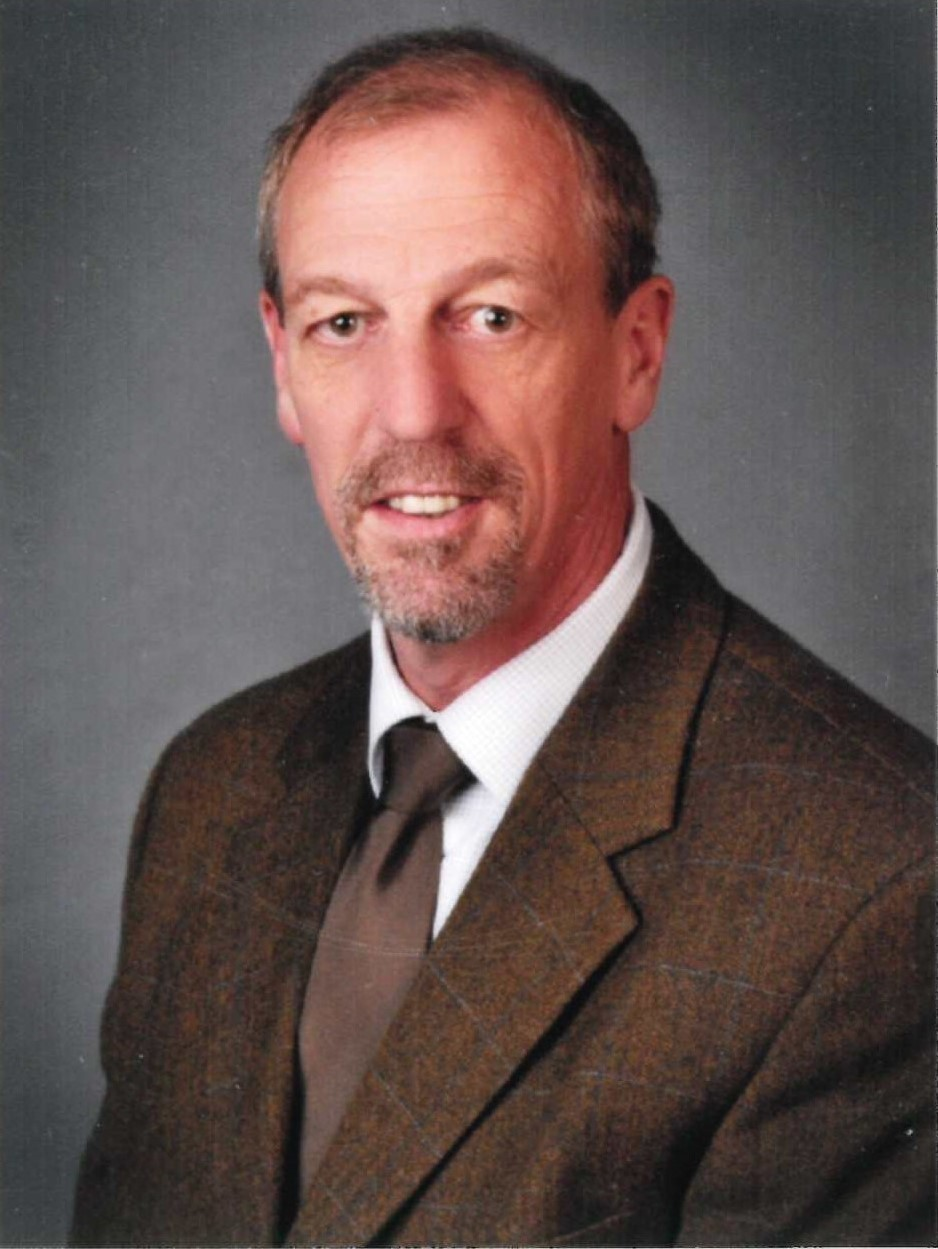
Gary Leslie White (2022)

Gary Leslie White (* 1956 in Portsmouth, England) ist ein britisch-deutscher provinzialrömischer Archäologe.

## Leben
Gary White studierte von 1981 bis 1990 provinzialrömische Archäologie, Ur- und Frühgeschichte sowie Paläoanthropologie an der Universität Freiburg. Das Studium schloss er bei Hans Ulrich Nuber mit der Magisterarbeit „Die Thermen auf dem Nikolausfeld in Rottweil“ ab.
Während seines Studiums und nach dessen Abschluss arbeitete er in verschiedenen Außenstellen des Landesdenkmalamtes Baden-Württemberg, unter anderem einige Jahre in dessen Auftrag zur Tierknochenbestimmung in Freiburg.
Von 1999 bis 2000 leitete er im Auftrag der RWTH Aachen eine Grabung im Sultanat Oman, nach seiner Rückkehr verschiedene Ausgrabungen im Rheinland.
Seine zusätzliche Qualifikation als Lehrer für Business- und Technical English sowie seine Mitgliedschaft im Prüfungsausschuss der Industrie- und Handelskammer zu Köln führten zu einer Anstellung bei den Dr. Bènedict Internationalen Wirtschaftsschulen von 2001 bis 2004.
Von 2005 bis 2007 war er Außendienstleiter des Projekts Ausgrabung im Vicus Bonnensis für das LVR-Amt für Bodendenkmalpflege Rheinland. Bis zum Jahre 2013 leitete er zahlreiche weitere Großgrabungen, unter anderem des LVR und des Amtes für Bodendenkmalpflege.
Im Jahre 2013 wurde er als stellvertretender Projektleiter an die Archäologischen Zone/Jüdisches Museum in Köln berufen, im Juni 2022 ging er in den Ruhestand.

## Publikationen
- Purpurschnecken aus dem römischen Grenzach. In: Archäologische Nachrichten aus Baden Heft 37, 1986, 35–37.
- Überlegungen zur Donaulimesdarstellung auf der Trajanssäule in Rom. In: Germania 67, 1989, 179–187.
- Kapellenösch. In: Archäologische Ausgrabungen in Baden-Württemberg 1990, S. 118–121.
- Municipium Arae Flaviae – Rottweil. In: Archäologische Ausgrabungen in Baden-Württemberg 1991, 127–128.
- Ein römisches Landgut bei Commerden, In: Archäologie im Rheinland 1995, 29–32.
- Bandkeramische Siedlungsstelle im Bereich der Anschlussstelle Eschweiler der BAB A4. In: Archäologie im Rheinland 1995, 29–32.
- Siedlungsspuren der frühen Eisenzeit bei Ilverich. In: Archäologie im Rheinland 1995, 42–44.
- Ausgrabungen am alten Kapuzinerkloster in Euskirchen. In: Archäologie Im Rheinland 1995, 105–107.
- Ein fränkisches Gräberfeld in Langerwehe. In: Archäologie im Rheinland 1996, 93–95.
- Ein Töpferofen des Hochmittelalters in Langerwehe. In: Archäologie im Rheinland, 134–136.
- Das römische Badegebäude auf dem Nikolausfeld in Rottweil am Neckar – Studien zur Baugeschichte und historischen Bedeutung. In: Fundberichte aus Baden-Württemberg 23, 1999, 193–242.
- Die römischen Thermen des Bonner Vicus. In: Archäologie im Rheinland 2006, 91–94.
- Innenstadtgrabung im Aachener Elisengarten. In: Archäologie im Rheinland 2008, 108–110.
- Römische Vici im Rheinland – die Grabung im Bonner Regierungsviertel. In: Fundgeschichten – Archäologie in Nordrhein-Westfalen, 147–152.[4]
- Erste Ergebnisse der Ausgrabungen am Bonner Brassertufer. In: Archäologie im Rheinland 2010, 185–187.
- Das Badgebäude im Bonner Vicus. In: Ralf Kreiner, Wolfram Letzner, Frontinus-Gesellschaft (Hrsg.): Spa : sanitas per aquam. Tagungsband des Internationalen Frontinus-Symposiums zur Technik- und Kulturgeschichte der antiken Thermen, Aachen, 18.-22. März 2009 = Proceedings of the International Frontinus-Symposium on the Technical and Cultural History of Ancient Baths, Aachen, March 18-22, 2009. Peeters, Leuven 2012, ISBN 978-90-429-2661-5, 109–116.
- Unterwegs durch die Archäologische Zone. In: Archäologie im Rheinland 2015 (2016), 226
- Eine neue Statthalterinschrift aus dem Praetorium in Köln? In: Kölner Jahrbuch 49, 2016, 159–162
- Die letzte Ausgrabungsfläche auf dem Vorplatz des Kölner Rathauses. In: Archäologie im Rheinland 2016 (2017), 191
- Verschüttet, vergessen, gerettet – Ausgrabungen und Denkmalschutz unter dem Kölner Rathausplatz. In: Archäologie im Rheinland 2020 (2021), 23